# Ödlehöftade dinosaurier
Ödlehöftade dinosaurier elle saurischier (vetenskapligt namn: Saurischia) var den ena gruppen av dinosaurier, där den andra gruppen är fågelhöftade dinosaurier (ornithischier). De har fått namnet eftersom ett flertal av de taxa som inkluderas, precis som ödlorna, har ett framåtriktat blygdben. Trots namnet är detta inte ett definierande drag för saurischierna då detta också uppträder i ett flertal av grupperna inom den andra större gruppen dinosaurier, ornithoscelida, och det finns saurischier vars blygdben inte pekar framåt (exempelvis de flesta herrerasaurierna).
Saurischierna inkluderade traditionellt theropoderna, men en analys genomförd 2017 drog slutsatsen att theropoderna är närmare släkt med ornithischierna än med sauropodomorpherna och därför bör placeras efter detta i familjeträd vilket genomfördes genom att de placerades in i gruppen ornithoscelida.

## Grupper
Saurischierna delas upp i två större grupper, herrerasaurierna och sauropodomorpherna. Herrerasaurierna var en kortlivad triassisk grupp av köttätande dinosaurier mycket lika theropoderna, och sauropodomorpherna är den grupp som inkluderar de berömda långhalsade dinosaurierna.
- Herrerasauria
- Sauropodomorpha

## Herrerasaurier

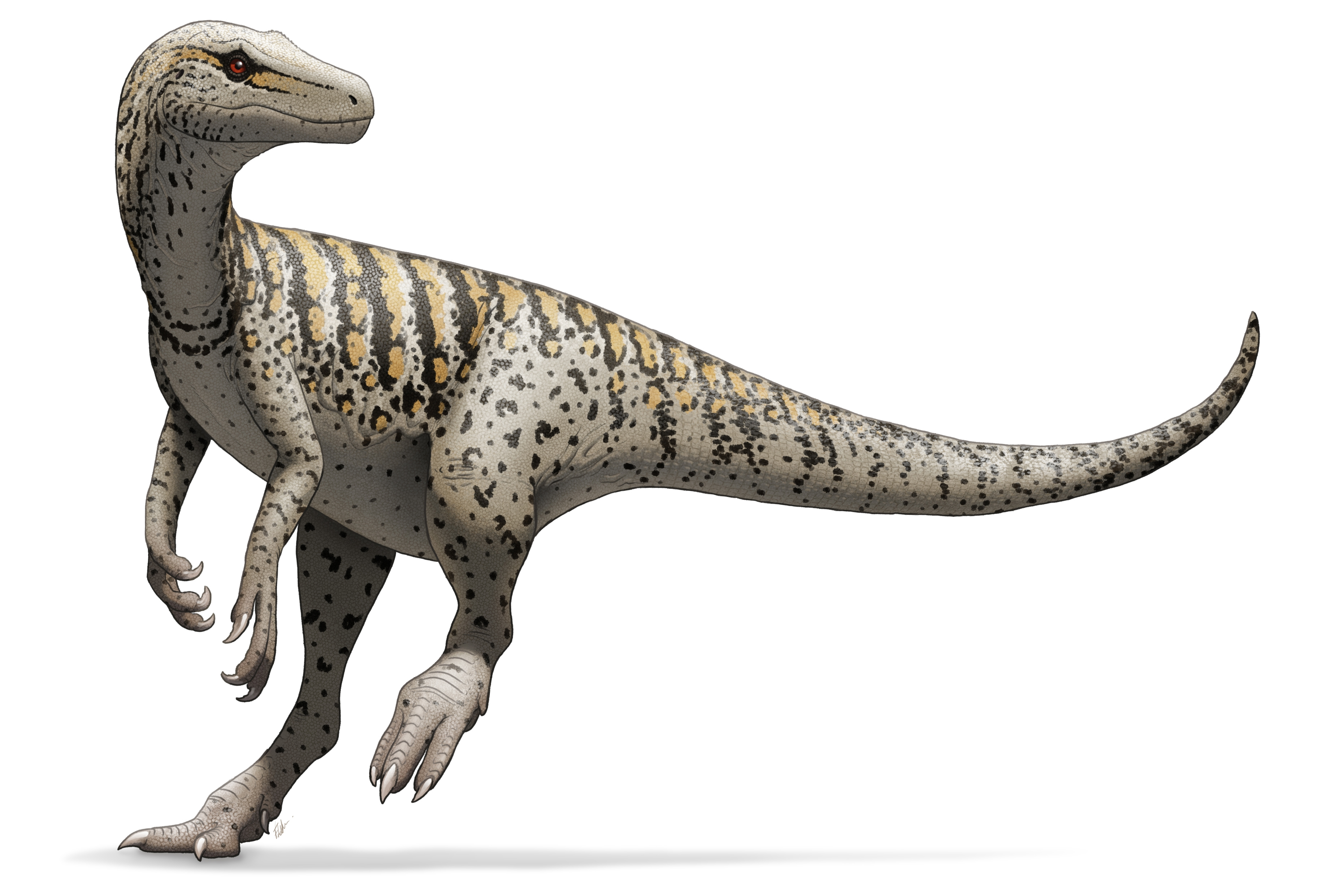
En rekonstruktion av Herrerasaurus, den mest kända herrerasaurien och den vars kända fossil är mest kompletta.

Herrerasaurierna var en kortlivad och primitiv grupp av theropod-lika rovdjur som levde under Triasperioden i framför allt Sydamerika. Man vet inte mycket om herrerasaurierna, de flesta fossila lämningar är mycket ofullständiga. Många herrerasaurier hör till de tidigaste dinosaurierna av en något stor storlek, till exempel Herrerasaurus med en längd på ungefär 6 meter. Deras anatomi är ovanlig och specialiserad och de tros inte ha utvecklats vidare till någon senare dinosauriegrupp. 
De flesta medlemmarna uttrycker en blandning av primitiva och mer avancerade egenskaper. De har endast två korsben, det lägsta antalet bland alla dinosaurier, deras händer har fem fingrar, varav tre är särskilt långa, och blygdbenet delar likheter med mer avancerade theropoder men inte med primitiva medlemmar av gruppen.

## Sauropodomorpher

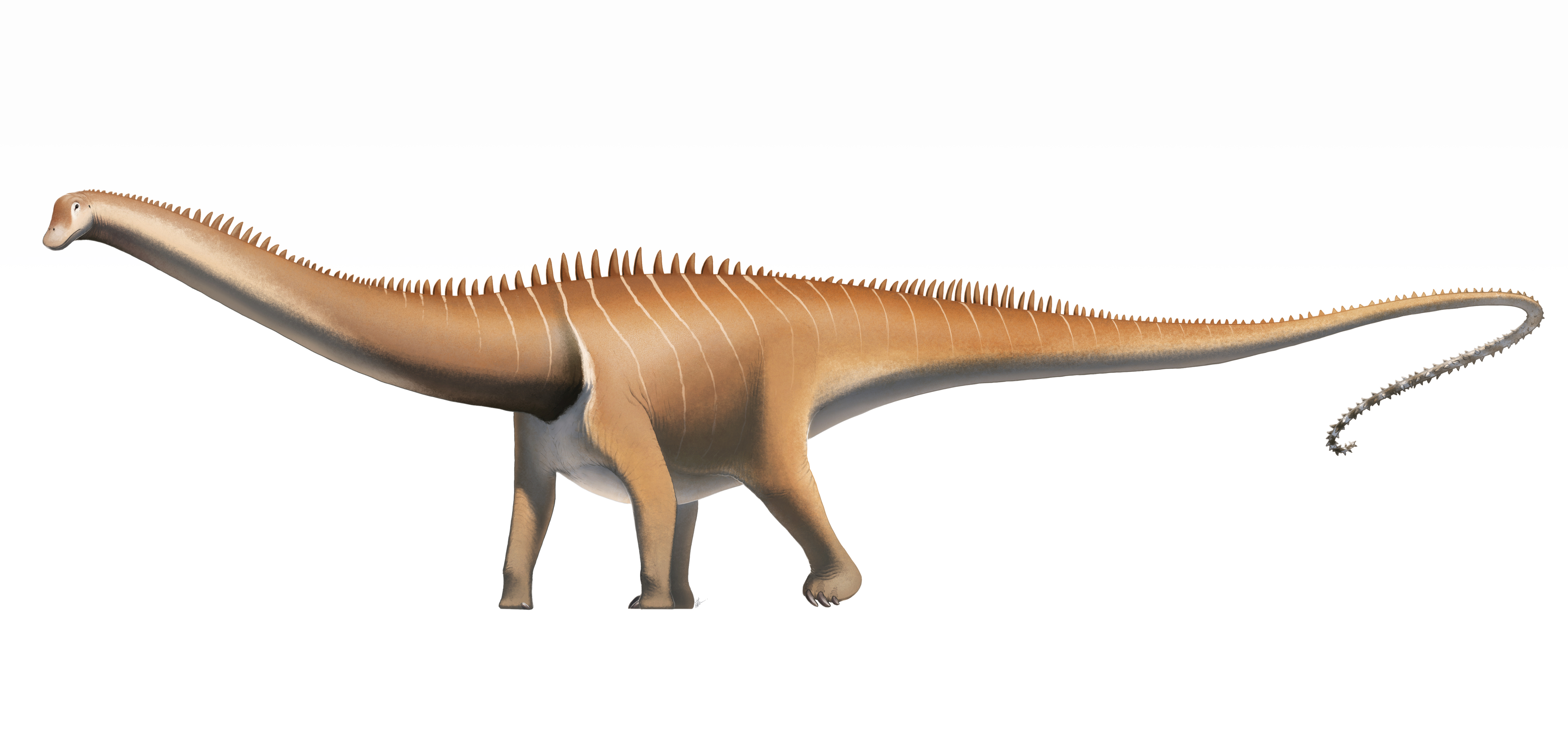
En rekonstruktion av sauropoden Diplodocus.

Sauropodomorpherna kan vara den mest ikoniska av alla dinosaurigrupper och inkluderar de berömda långhalsade dinosaurierna, såsom Diplodocus, Saltasaurus, Brontosaurus och Brachiosaurus. Gruppen innehåller även en varierande grupp tidigare former varav flera var tvåbenta tågångare likt theropoderna och herrerasaurierna. 
Samtliga av de mer "avancerade" sauropoderna var fyrbenta växtätare. Med något enstaka undantag hade samtliga arter mycket långa halsar, en massiv kropp och långa, eller t.om mycket långa svansar. En del sauropoder, framförallt den sauropodfamilj som benämns diplodocider höll den långa halsen mycket lägre än man tidigare trott. Men åtminstone diplodociderna kunde resa sig på bakbenen och därmed beta högt uppe i träden. Andra sauropoder som till exempel brachiosauriderna hade en kroppskonstruktion som gjorde att halsen automatiskt pekade nästan rakt uppåt. Sauropoderna utvecklades till de verkliga jättarna bland dinosaurierna - de var utan konkurrens de största kända landlevande djur som någonsin existerat.

## Evolution
Enligt de senaste kladistiska analyserna är saurischierna mer "primitiva" än ornithosceliderna och grenades av från resten av dinosaurierna innan den sista gemensamma förfadern till theropoderna och ornithischierna. Tidigt under deras evolution utvecklades två huvudsakliga grupper; herrerasaurierna och sauropodomorpherna. Det är troligt att de allra första sauropodomorpherna var lika herrerasaurierna och dessa var möjligen allätande till skillnad från deras senare ättlingar, dock är de tidigaste kända sauropodomorpherna alla växtätare. Herrerasaurierna var mycket lika theropoderna, men saknar många av deras drag och inga fossil som tillskrivits dem har hittats senare än avlagringar från trias, vilket tyder på att de inte överlevde triasperioden. 
Sauropodomorpherna levde dock vidare och blev en av de större dinosauriegrupperna. Den största familjen bland "prosauropoderna", ett samlingsnamn för diverse tidiga sauropodomorpher, var plateosauriderna med till exempel Plateosaurus. De största "prosauropoderna" blev 11-12 meter långa. Vad gäller kroppsbyggnad påminde de mycket om mindre sauropder, med sina relativt långa halsar och svansar, men gick så vitt man vet på två ben.  
De tidigaste "äkta" sauropoderna är kända från äldre juraperioden för uppemot 200 miljoner år sedan. Under yngre jura (ca 160-135 miljoner år sedan) dominerade sauropoderna landlivet på alla kontinenter, men under krita trängdes de efterhand tillbaka på de nordliga kontinenterna av nya grupper växtätande dinosaurier. På de sydliga kontinenterna fortsatte de dock att vara de dominerande växtätarna fram till slutet av krita och de växte hela tiden i storlek. De allra största kända sauropoderna (som återfanns bland titanosauriderna) levde under kritaperioden.